# 津軽じょんがら節 (映画)
『津軽じょんがら節』（つがるじょんがらぶし）は、1973年の日本のドラマ映画である。斎藤耕一が監督を務め、江波杏子、織田あきら、中川三穂子が主演を務めている。
挿入絵と考証は、画家の斎藤真一。

## あらすじ
- イサ子は若い彼氏・徹男を伴い、故郷の青森県にある漁村に帰ってきた。徹男は敵対する組の若頭を刺殺して逃げてきたやくざであった。
- イサ子は実家にいるであろう父を頼って帰省したのだが、父は兄と事故死したらしいが死体が見つからず保険金が下りない。実家はすでに人手に渡っていた。
- 二人は海辺のバラックを借りて住み、イサ子は村に一軒しかない飲み屋で働きに出る。
- 娯楽のない村にうんざりする徹男だが、ある日村の眼が見えない娘・ユキと出会い、親しくなる。
- そのうえで、徹男は漁師である為造と親しくなり、為造のしじみ漁業を手伝うようになり…次第に村になじんでいく。
- イサ子は為造の息子と駆け落ちした過去が有り、故郷の村ながら疎外感を思う。
- その後、追っ手がきたとのことで逃避行をしようとする二人。徹男は、売り飛ばされていたユキを助けるためにイサ子を振り切るが…

## キャスト
- 江波杏子 - 中里イサ子
- 織田あきら - 岩城徹男
- 中川三穂子 - 杉本ユキ
- 西村晃 - 塚本為造
- 佐藤英夫 - 金山繁一
- 寺田農 - 赤塚豊
- 戸田春子 - 杉本ワキ
- 東恵美子 - 杉本文江
- 富山真沙子 - 晴美
- 河村久子 - まつえ
- 田中筆子 - イタコ
- 上村一夫
- 川本コオ
- 高信太郎
- 葉原アキ
- 山松ゆうきち
- 奥成達

## 興行
本作はATG系の劇場で上映した後、東映の劇場で上映されたため、1974年5月4日に一部メディアが「ATG、東映と日活と提携」と報道した。ATGはこれに対し「この方針はATG作品の凡てが、東映、日活に流れるというものではなく、難しい映画が代名詞のようなATG映画の中に同系に向く写真があった場合に行われるものである」と発表した。

## 受賞
- 第47回キネマ旬報ベスト・テン
  - 日本映画 第1位[2]
  - 日本映画監督賞（斎藤耕一）[2]
  - 主演女優賞（江波杏子）[2]
- 第28回毎日映画コンクール
  - 日本映画大賞[3]
  - 撮影賞（坂本典隆）[3]
  - 録音賞（杉浦喬）[3]